# Demòstenes Massaliota
Demòstenes Massaliota o Demòstenes Massiliense (en llatí Demosthenes Massaliotes o Demosthenes Massiliensis, en grec antic Δημοσθένης Μασσαλιώτης) era un metge grec nadiu de Marsella (antiga Massàlia o Massília) autor de diverses fórmules preservades per Galè. Va viure al segle i o potser a part del segle i aC, ja que el cita Asclepíades Farmació.
Se l'identifica de vegades amb el metge Demòstenes Filaletes (Demosthenes Philalethes), però no s'ha pogut demostrar. Sovint és anomenat simplement Massaliotes o Massiliensis, tant per Galè com per Aeci.